# Football Club 72 Erpeldange
Le FC 72 Erpeldange est un club luxembourgeois de football basé à Erpeldange-sur-Sûre. Le club évolue en deuxième division luxembourgeoise.